# Gamla katolska kyrkan, Gävle
Gamla katolska kyrkan i Gävle, är Sveriges äldst bevarade efterreformatoriska katolska kyrka. Numera är kyrkan avsakraliserad och hyrs ut för diverse evenemang.

## Historik
Kyrkan ritades av Hjalmar Gottfrid Sandels som var biträdande stadsarkitekt i Gävle, och den invigdes år 1881. När kyrkolokalen blev för liten för församlingen lät den bygga en ny större kyrka på Södra Rådmansgatan. År 2000 skänktes den gamla kyrkan med tillhörande församlingshem till en serbisk-ortodox stiftelse. Driften blev för dyr för den serbisk-ortodoxa församlingen och år 2012 sålde de fastigheten till ett fastighetsbolag.

## Interiör
Kyrkorummet är rikt utsmyckat med bland annat ett stort altarkors och bibliska skulpturer. Väggarna är målade vinröda med guldrutigt mönster. Taket är dekorerat med målningar. Kyrkan har stora fönster med blyinfattat glas. När kyrkan renoverades på 1970-talet försökte man behålla så mycket så möjligt från tiden då den byggdes.